# 華盛頓州同性婚姻

虹色华盛顿州地图

2012年2月13日，美國華盛頓州州長克莉丝汀·格雷瓜尔簽署同性婚姻法案，使華盛頓州正式成為美國第七個承認同性婚姻合法化的州。該法案原定於同年6月7日起開始生效。根據華盛頓州的法律，反對者必須於6月6日之前向州議會提交120,577個簽名才有資格申請對同性婚姻法案進行全民公投，否則無法改變同性婚姻合法化的結果。6月，反对者收集到逾200,000个签名，州政府在审核签名之后决定在11月6日对这一法案进行第74号全民公投。最终公投结果中，支持同性婚姻方获得52%的选票，同性婚姻法案获得通过。12月6日，同性婚姻法案在华盛顿州正式生效。但华盛顿州要求法案正式生效三天后才能签发结婚证明。12月9日，华盛顿州正式批准了首例同性婚姻。